# Jacques Destouches
Pour les articles homonymes, voir Destouches.
Jacques Destouches de La Fresnay, né le 9 février 1780 à Granville, mort le 18 mai 1858 à Caen, est un contre-révolutionnaire, chouan pendant la Révolution française.

## Biographie
Fils de Jacques René François Destouches, sieur de la Fresnaye (1742 – 1798), et d'Olive Thérèse Perrette Ganné de Grandmaison, propriétaire du Manoir de Malicorne à Saint-Planchers.

### Sous la Révolution
Issu d'une famille de gentilshommes armateurs de Granville, Jacques Destouches succède à son père, à la mort de ce dernier, comme courrier royaliste entre Granville et Jersey. Trahi par un marin, il est arrêté dans la nuit du 3 au 4 juillet 1798. Transféré à Avranches, ce jeune homme de dix-neuf ans est condamné à mort. Un audacieux coup de main des Chouans le délivre, le 9 février 1799.

### Sous le Consulat et le Premier Empire
Basé à Jersey, Jacques Destouches reprend ses activités de courrier, accuse Louis de Frotté[réf. nécessaire], sème le trouble dans les rangs royalistes et donne des signes de dérangement mental. En 1808, le gouvernement britannique décide de se débarrasser de lui en l'expédiant au Canada. Sur le bateau, sa folie s'aggrave. Ramené au Royaume-Uni, on le place dans une maison de santé jusqu'en 1823[réf. nécessaire].

### Sous la Restauration
Apparemment guéri, Jacques Destouches rentre en France. Mais il rechute. Interné en 1826 à l'asile du Bon-Sauveur à Caen, il y meurt en 1858. C'est là que l'écrivain Barbey d'Aurevilly le vit en 1856. Son roman, Le Chevalier des Touches, fait de Jacques Destouches un personnage bien éloigné de la réalité.